# 廿四桥
廿四桥又名吴家砖桥或红药桥，位于扬州市扬子江中路，瘦西湖公园外，是一座单拱砖桥，长11.4米。廿四桥列为扬州市文物保护单位。1985年桥面拓宽。